# تور دو فرانس زنان ۲۰۲۵
تور دو فرانس زنان ۲۰۲۵ (فرانسوی: 2025 Tour de France Femmes‎) به‌طور رسمی Tour de France Femmes avec Zwift، چهارمین دوره از رقابت‌های تور دو فرانس فم بود. این مسابقه از ۲۶ ژوئیه تا ۳ اوت ۲۰۲۵ برگزار شد و بیست و دومین رویداد در تقویم تور جهانی زنان اتحادیه جهانی دوچرخه‌سواری در سال ۲۰۲۵ به‌شمار می‌رفت. این رقابت توسط سازمان ورزشی آموری برگزار شد؛ همان سازمانی که مسئول برگزاری تور دو فرانس مردان نیز هست. در این دوره، مدت مسابقه به نه روز افزایش یافت که آن را به طولانی‌ترین دوره تور دو فرانس فم و طولانی‌ترین رویداد در تقویم تور جهانی زنان اتحادیه جهانی دوچرخه‌سواری تبدیل کرد.
پیروزی در این رقابت از آنِ دوچرخه‌سوار فرانسوی پولین فران-پروو (ویسما–لیز ا بایک) شد که با اختلافی بیش از سه دقیقه و نیم، پس از کسب دو پیروزی مرحله‌ای در آلپ فرانسه، عنوان قهرمانی را از آن خود کرد. دمی والرینگ (اف‌دی‌ژِی–سوئز)، قهرمان سال ۲۰۲۳، در جایگاه دوم قرار گرفت و کاتاژینا نیودوما (کنیون–اس‌آرام زونداکریپتو)، قهرمان دورهٔ پیشین، در مکان سوم ایستاد. فران-پروو نخستین دوچرخه‌سوار فرانسوی بود که موفق به کسب عنوان قهرمانی در تور دو فرانس فم شد؛ همچنین، این نخستین پیروزی یک دوچرخه‌سوار فرانسوی در تاریخ تور دو فرانس (در هر دو بخش مردان و زنان) از زمان قهرمانی برنار اینو در تور دو فرانس ۱۹۸۵ و جینی لونگو در تور دو فرانس فمینن ۱۹۸۹ به‌شمار می‌رود.
در دیگر رده‌بندی‌های این رقابت، لورنا ویبس (اس‌دی ورکس–پروتایم) موفق به کسب پیراهن سبز به‌عنوان قهرمان رده‌بندی امتیازی شد. الیز چابی (اف‌دی‌ژِی–سوئز) نیز پیراهن خال‌خالی را به‌عنوان برترین رکاب‌زن در رده‌بندی ملکه کوهستان به دست آورد. نینکه وینکه (پیک‌نیک–پُست‌ان‌ال) نیز با کسب بهترین جایگاه در میان رکاب‌زنان زیر ۲۳ سال، برندهٔ پیراهن سفید در رده‌بندی جوانان شد. موِوا اسکیبان (یوای‌ئی تیم ای‌دی‌کیو) نیز با پیروزی در مراحل ششم و هفتم، جایزهٔ جنگندگی مسابقه را از آنِ خود کرد. در نهایت، تیم اف‌دی‌ژِی–سوئز با کمترین زمان مجموع میان سه رکاب‌زن برتر خود، عنوان قهرمانی تیمی را به دست آورد.

## بازخورد

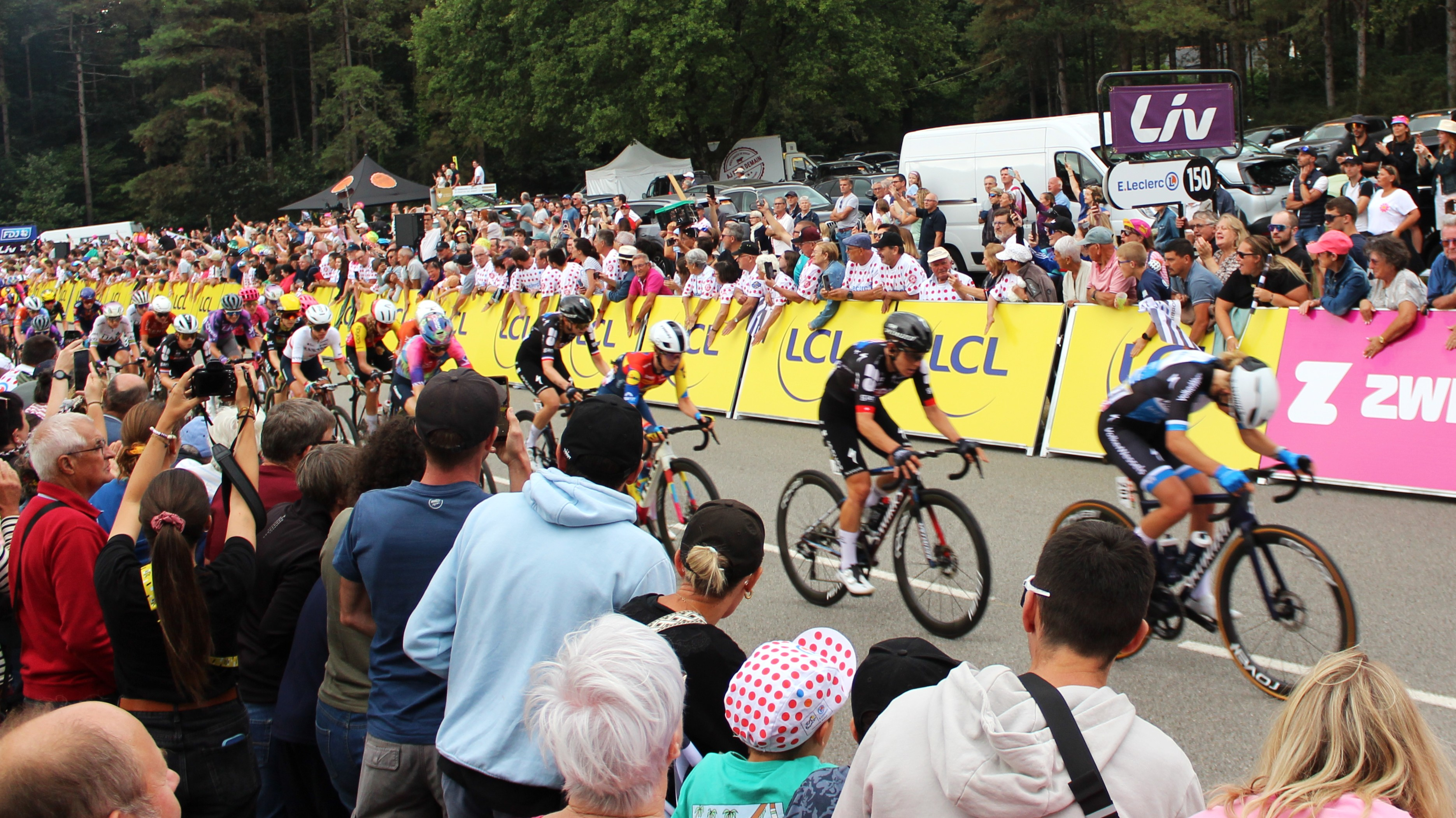
رقابت‌ها با استقبال پرشور و گستردهٔ تماشاگران در برتانی همراه بود.

آغاز رقابت‌ها (Grand Départ) در برتانی با تحسین رسانه‌ها و دوچرخه‌سواران مواجه شد و آنان حضور پرشمار و پرانرژی تماشاگران را مورد ستایش قرار دادند.

## پخش تلویزیونی
همانند دوره‌های پیشین، پوشش زندهٔ تلویزیونی این رقابت‌ها توسط شبکهٔ تلویزیون فرانسه و با همکاری اتحادیه پخش برنامه‌های اروپایی انجام شد. دست‌کم دو ساعت و نیم از هر مرحله به‌صورت زنده پخش شد و مراحل اول، هشتم و نهم از ابتدا تا پایان به‌طور کامل پوشش داده شدند.